# Colegiata mudéjar de Santa María del Pilar

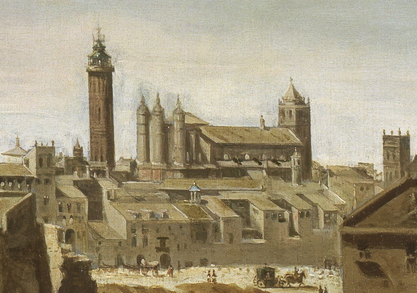
El templo mudéjar según la Vista de Zaragoza en 1647 de Juan Bautista Martínez del Mazo.

La colegiata mudéjar de Santa María del Pilar fue un edificio de la ciudad española de Zaragoza, antecedente directo de la basílica barroca del Pilar. Es el templo más duradero de los que se han edificado para venerar el Santo Pilar, pues su historia transcurre entre 1293 y 1681, fecha del inicio de las obras de la actual fábrica barroca.
De esta colegiata han dejado testimonio gráfico la Vista de Zaragoza en 1563 de Antonio van den Wyngaerde y la panorámica realizada por Juan Bautista Martínez del Mazo en 1647. También existe un acta notarial que describe completamente el templo, levantada el 2 de octubre de 1668.
Todos estos datos afirman que la colegiata de Santa María fue fabricada con ladrillo y en estilo mudéjar aragonés. Era de cierta amplitud y estaba constituida por la iglesia y el claustro —anejo a la iglesia, de forma sencilla y rectangular que no superaba los noventa metros de área— donde se hallaba la Santa Capilla de Nuestra Señora del Pilar. Tenía solamente una amplia nave y tres torrecillas mudéjares. En su concepción era bastante similar a la iglesia de San Pablo de la capital aragonesa. Si bien continuó dedicada a la Asunción de María, el pueblo la llamaba coloquialmente «de Santa María la Mayor».
De esta iglesia se conservan el retablo de la Asunción del altar mayor, puertas mudéjares que se hallan en la sacristía mayor, la sillería y reja del coro, tallada entre 1544 y 1548 por Esteban de Obray —renacentista e italianizante, que alterna marquetería con madera policromada— y el órgano.

## Historia
En 1318 un documento de Juan XXII menciona a Santa María la Mayor de Zaragoza como «edificada por Santiago en el año 40» y también afirma que dicho templo es el más antiguo de España. Sin embargo, incurre en un error bastante común: señalar que la colegiata fue edificada en el año 40 cuando su construcción data de varios siglos después. Sin embargo, el dato permite conocer que, para el clero, la Santa Capilla y el templo gótico formaban parte de un solo conjunto.
De acuerdo a fuentes de la época, la reina Blanca de Navarra, esposa de Juan II el Grande, experimentó una curación milagrosa atribuida a la Virgen del Pilar y en agradecimiento marchó al santuario en julio de 1434.
Entre 1434 y 1435 se originó en la sacristía del claustro un incendio que arrasó con varias joyas y con el retablo de alabastro del templo. Es aceptada casi unánimemente la teoría de que el camarín de la Virgen y el Santo Pilar resultaron indemnes del siniestro. Tampoco existen indicios de que el fuego haya alcanzado a la colegiata gótica. La imagen que hoy se venera de la Virgen del Pilar, elaborada en estilo gótico tardío por una imaginero de Daroca, muy probablemente fue una donación de la reina Blanca y del arzobispo Dalmau de Mur. En este siglo continuaron las concesiones al Pilar, otorgadas por Juan II y su hijo Fernando II.

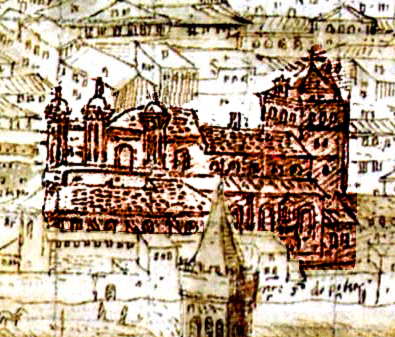
Detalle de la iglesia mudéjar en 1563 según Antonio de las Viñas.

Los fieles y la nobleza de Aragón colaboraron en las obras para restaurar los daños del incendio. Las paredes fueron cubiertas con bajorrelieves que representaban la aparición de la Virgen a Santiago. También se emprendió la construcción de un nuevo retablo, «de alabastro, de los más claros y transparentes que he visto, donde hay algunas figuras de bulto muy bien labradas, puestas dentro de sus nichos y el semblaje y lo demás del retablo hecho con gran primor. Acompañan a todo esto otras molduras y figuras pequeñas de alabastro, que están en lo restante de la pared a una parte y a otra».
El arzobispo Alonso de Aragón, hijo de Fernando el Católico, fue el responsable de transformar la iglesia en estilo gótico y a él se debe el magnífico retablo tallado por Damián Forment (1512-1518). En el siglo XVI la Casa de Austria entró a gobernar en España y continuó la tradición de la dinastía aragonesa de otorgar privilegios y protecciones al santuario del Pilar. En 1530 la decisión de Clemente VII de exceder la jurisdicción episcopal del Pilar generó un conflicto interno en los arzobispados locales. La Seo interpuso un pleito por la catedralidad que fue resuelto hasta 1676, cuando Clemente X fusionó los cabildos de la Seo y del Pilar, con lo que dio origen al Cabildo Metropolitano de Zaragoza.

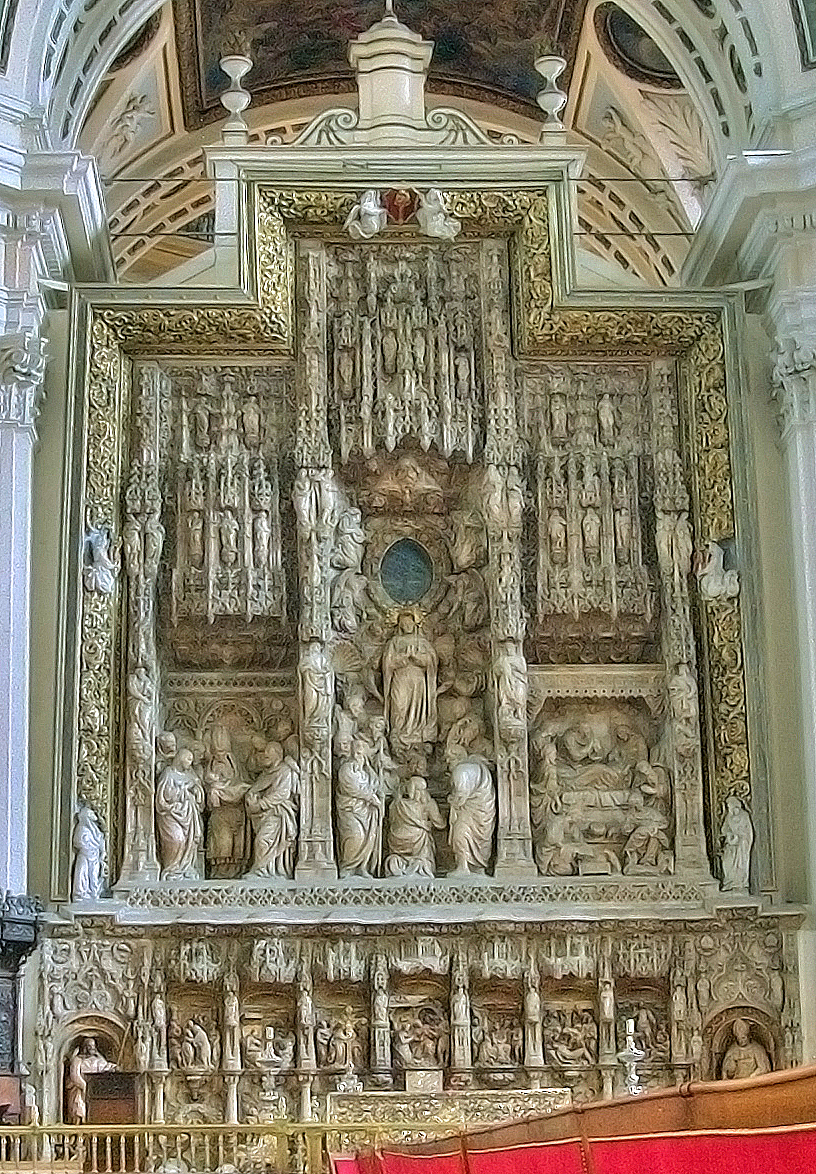
Retablo de la Asunción, construido por Forment.

Ya entrado el siglo XVI la iglesia gótica experimenta su transformación al estilo mudéjar. En esta centuria ocurren hechos de trascendencia para el templo, como la construcción de una bóveda estrellada de crucería flamígera llena de florones relucientes de oro (1504-1515), a semejanza de las que adornaban el Palacio de la Aljafería.
Damián Forment fue contratado en 1509 para edificar un nuevo retablo de estilo gótico, cuyas obras comenzaron en 1510 al desmontarse el anterior retablo. Construido entre 1512 y 1518, este retablo se considera una de las obras más logradas de la escultura del Renacimiento en Aragón.
También hubo reparaciones en la Santa Capilla, donde se cambió la verja del presbiterio por el cerrajero maestro Pedro de Escalantes, que creó una verja balaustrada y estañada con apariencia de platería rematada con festones dorados. Tenía la misma altura que la nave. La verja de hierro que cerraba la entrada al camarín de la Virgen fue sustituida en 1644 por el príncipe Baltasar Carlos de Austria.
Esteban de Obray, Juan de Moreto y Nicolás Lobato, construyeron el coro de la iglesia entre 1542 y 1548. La sillería de tres hileras de sitiales superpuestos en forma de grada y dispuestos en planta semicircular posee trabajos taraceados con incrustaciones de boj amarillo. De los 138 sitiales originales solo quedan 124, pues algunos han sido reubicados en el presbiterio del altar mayor. La sillería del Pilar es mucho más grande que la de la mayoría de las catedrales de España. Se conserva en la actual basílica barroca, pues fue reubicada en 1716.
El 29 de marzo de 1640 ocurrió el llamado milagro de Calanda, pues el cojo Miguel Pellicer afirmó que por intercesión de la Virgen del Pilar le fue restituida la pierna derecha, que había perdido en un accidente. El hecho obtuvo gran relevancia en todo el reino, y el 27 de abril de 1641 se dictaminó como milagro.
La devoción a la Virgen del Pilar se había extendido por toda España, y en 1678 el virrey Pedro Antonio de Aragón llamó a Cortes en nombre del rey Carlos II, a fin de declarar a la Virgen como patrona de Aragón.
Varios templos barrocos se habían edificado en el siglo XVII en Zaragoza. En 1670 Juan José de Austria promovió la renovación del Pilar en estilo barroco. Felipe Sánchez obtuvo el triunfo en el concurso celebrado por el cabildo de Zaragoza para el proyecto de la nueva basílica. A la cabeza del proyecto se situó Francisco de Herrera el Mozo y la primera piedra se colocó el 25 de julio de 1681 por el arzobispo Diego de Castrillo.

## Descripción
La nave de la colegiata medía 54 metros de largo y 22 de ancho. En la delantera se alzaba el presbiterio, donde se encontraba el altar mayor con la tumba de San Braulio y el retablo de Forment.
En el lado del Evangelio se hallaban las capillas de San Lorenzo, del Espíritu Santo y de Santa Zita, con una puerta ancha de alabastro similar a la principal del templo. En la parte inferior se situaba el coro ya descrito, que medía 9,60 por 17,50 metros, en un suelo cubierto de jaspes.
Por la puerta cercana a la capilla de Santa Zita se accedía a unos escalones que llevaban al claustro donde se encontraba la Santa Capilla. El claustro tenía medidas de 25 por 22,60 metros y en su interior existían varias capillas:
- Capilla de San Agustín y San Onofre: incluía un retablo de pincel, rejas de hierro y lámparas ardientes.[26]
- Capilla de los Santos Reyes: también alojaba un retablo de pincel y una sacristía.[26]
- Capilla del Santo Crucifijo: venera la imagen que hoy día se encuentra en la capilla barroca de San Juan Bautista.
- Capilla de la Anunciación: contaba con un fino retablo de alabastro y rejado de hierro. Frente a ella se encontraba la Santa Capilla.[26]
- Capilla de Santa Ana: espacio con un retablo dorado y rejado de hierro y bronce.[26]
- Capilla de Santa Cristina: en su interior tenía un retablo de pincel y rejado de hierro con botones de bronce.[26]
- Capilla de Nuestra Señora de la Rosa: contenía retablo de pincel, sacristía y rejado de hierro.[26]
- Capilla de San Pedro Apóstol: contaba con sacristía y retablo de pincel.[27]
- Capilla de San Cosme y San Damián: incluía una lámpara, un retablo y verja de hierro.[27]
- Capilla de San Gregorio: construida en la pared norte por Fernando Pérez de Samper (1457).[27]
- Capilla de San Juan Evangelista: alojaba un retablo de alabastro y una verja de hierro.[27]
- Capilla de Nuestra Señora del Rosario: también llamada de la Anunciación, incluía un bello retablo de oro y rejas de hierro. Aquí colocó su sepulcro Martín Bautista de Lanuza en 1610, aunque originalmente lo emplazó en un nicho del muro donde se veneraba el Santo Sepulcro del Señor.[27]

La Santa Capilla tenía planta rectangular y carecía de ventanas. Era iluminada únicamente por las velas de plata de la mesa cercana al altar. Situada en el norte del claustro, medía 12,8 por 6,6 metros. La panda del sur se comunicaba con la iglesia mudéjar y la del oeste se abría al exterior, mientras que la del norte conectaba con la sacristía de la Virgen (3,60 por 3,60 metros, en cuyo espacio se hallaban las piezas de dos capellanes que velaban la imagen de la Virgen) y con el primitivo retablo dedicado a la Inmaculada Concepción. También se encontraba el hoy extraviado sepulcro renacentista de Lanuza en la capilla homónima. En el ángulo noroccidental se hallaba el Sancta Sanctorum (2,50 por 1,90 metros), en cuyo muro oeste —supuestamente levantado por Santiago— se empotró la Santa Columna. Al otro lado del muro existía una capilla donde los fieles veneraban el Santo Pilar, que sostenía la imagen de la Virgen y que solía cubrirse a través de coronas y mantos, a través de un óculo para besarlo. La columna estaba forrada de plomo, según el testimonio levantado en 1542 por Gaspar de Barreiros, y desde el siglo XVI se alojaba en un dosel de plata. Los fieles no tenían acceso a la capilla de la Virgen y adoptaron la tradición de colgar exvotos en la reja. La Santa Capilla se cerraba por un magnífico cimborrio labrado y en su interior contenía varias sargas góticas que hoy se conservan en el Museo del Pilar. También existía un coro y el órgano que contemplamos en el Pilar barroco.
La parroquia del Pilar fue erigida en la primera mitad del siglo XVI con el objeto de evitar la concurrencia de ceremonias y mejorar la atención a la feligresía, aunque los bautizos siguieron celebrándose en la iglesia mayor. Con dimensiones de 39 por 9 metros, la parroquia incluía un retablo alusivo a la resurrección de Cristo y lámparas que alumbraban el Santísimo Sacramento. En la parte superior se hallaban las habitaciones del capellán y del lado del evangelio existían las capillas más grandes y suntuosas del conjunto:
- Capilla de San José: de labra suntuosa, incluye un retablo de alabastro y fue decorada con la misma pintura utilizada para la Santa Capilla.[37]
- Capilla del Rosario: adornada con un retablo de pincel y cerrada por una reja de hierro y bronce.
- Capilla de Santa Úrsula y las once mil vírgenes: es la capilla más grande del conjunto que rodea a la Santa Capilla y posee un retablo de pincel.[37]
- Capilla de Santa María Magdalena: situada en el otro ángulo del claustro, que tiene de largo 34 por 3,50 metros. En esta capilla se alojaba un altar de oro, una lámpara y rejado de hierro.[37]
- Capilla de Nuestra Señora de la Esperanza: el claustro remataba en un espacio cuadrangular de 13,50 metros por lado, en el que se encontraba esta capilla. También contaba con un retablo de pincel y rejado de hierro. En la pared enfrentada a esta capilla se encontraba un nicho con un Ecce Homo, ante cuya imagen ardía una lámpara. En los otros lados del cuadro que remataba el claustro se encontraba las puertas que daban al Ebro y a la plaza. Esta última debía pasar por el claustro, donde habitaban los canónigos de la iglesia.[37]